# Heidelberg Center para América Latina
El Heidelberg Center para América Latina (enlace roto disponible en Internet Archive; véase el historial, la primera versión y la última)., ubicado en Santiago de Chile, fue inaugurado oficialmente el 9 de abril de 2002 como Centro de Estudios de Postgrado de la Universidad de Heidelberg y es el primer centro de estudios de una universidad alemana fuera de sus fronteras. En 2009, fue nombrado Centro de Excelencia en Investigación y Docencia por el Servicio Alemán de Intercambio Académico (DAAD) obteniendo la más alta distinción en el “Primer Concurso de Formación de Centros de Excelencia en Investigación y Docencia” convocado por la Cancillería alemana.
El Centro está concebido como una institución al servicio del diálogo académico-científico y tiene el propósito de organizar, promover y dirigir estudios de postgrado de la Universidad de Heidelberg en forma autónoma o conjuntamente con universidades de la región, con las cuales se han suscrito convenios de cooperación. Colabora estrechamente con las dos universidades más importantes del país, la Universidad de Chile y la Pontificia Universidad Católica de Chile, así como con universidades en Argentina, Brasil, Colombia, EE. UU., México y Paraguay. Además coopera con instituciones de investigación científica como el German Cancer Research Center (DKFZ), European Southern Observatory (ESO), Max Planck Institute for Comparative Puplic Law and International Law, la Comisión Económica para América Latina y el Caribe (CEPAL), etc. 
El Center enfoca sus actividades en seis áreas principales: Astronomía, Derecho Internacional, Física Médica, Geociencias, Informática Médica y Psicoterapia. 
Inicialmente, el HCLA se enfocó en dos áreas de especialización, Derecho Internacional y Psicoterapia. La distinción de Centro de Excelencia permitió al Heidelberg Center ampliar la oferta de estudios en las áreas de Astronomía, Geociencias, Física Médica e Informática Médica. 
En estas áreas se desarrollan diferentes tipos de programas: doctorados y masters, seminarios de especialización, summer schools y diplomados. Además se ofrecen Cursos de Alemán en diferentes niveles. 
A través de este centro, la Universidad de Heidelberg busca transmitir contenidos de estudio y resultados de investigaciones alemanas a América Latina, como también ofrecer a jóvenes estudiantes la posibilidad de terminar sus estudios en Alemania, fomentando de esta manera la colaboración científica. Otro de sus propósitos es crear una plataforma de presentación para aquellas Universidades del Estado Federado de Baden-Württemberg que se interesen en la cooperación académica con universidades del continente, como también coordinar estas actividades. Para cumplir con estos objetivos, el Heidelberg Center cuenta con el apoyo del Ministerio de Ciencia, Investigación y Arte del Estado de Baden-Württemberg y el Servicio Alemán de Intercambio Académico (DAAD).

## Programas

### Estudios de Postgrado
Este centro de estudios se caracteriza por su fuerte espíritu cooperativo y su orientación interdisciplinaria e internacional, prueba de ello es la importante presencia de estudiantes latinoamericanos, europeos y de otras regiones del mundo en sus programas de estudio.
En su oferta académica se distinguen tres tipos de cursos:
- Programas de Doctorado:
  - En forma exitosa se ofrece por cuarto año el Doctorado Internacional en Psicoterapia “Investigación en Psicoterapia y Etiología Clínica Intercultural” un programa que ha sido desarrollado conjuntamente por las universidades de Chile, Pontificia Universidad Católica de Chile y la Universidad de Heidelberg. Dentro de este programa se realizan también simposios doctorales, los que tienen lugar ya sea en Chile o Alemania.
  - También cabe mencionar un programa de doctorado en el área del derecho que actualmente se encuentra en su fase de estudio y planificación.
- Programas de Master:
  - El Master en Derecho Internacional - Inversiones, Comercio y Arbitraje - se encuentra ya en su octava versión y durante estos ocho años ha reunido a estudiantes de 24 países. Se trata de un programa con doble titulación que se ofrece con la Facultad de Derecho de la Universidad de Chile y la Universidad de Heidelberg y que cuenta además con el apoyo académico del Instituto de Estudios Internacionales de la Universidad de Chile y el Instituto Max-Planck de Derecho Público Comparado y Derecho Internacional de Heidelberg.
  - El Master Governance of risk and resources[1] - desarrollado en conjunto entre la Universidad de Heidelberg, la Pontificia Universidad Católica de Chile y la Universidad de Chile. Se trata de un programa programa interdisciplinario del área de Geociencias focalizado en el análisis conjunto asociado a Ciencias Naturales, Economía y Ciencias Sociales.
  - En los proyectos del Heidelberg Center se deben destacar otros dos programas de master que se ofrecerán en cooperación con socios locales, un Master en Física Médica y en Informática Médica.
- Diplomados, Summer Schools y Seminarios de Especialización:
  - Estos programas se realizan en cooperación con universidades chilenas o extranjeras en distintas áreas, tales como Derecho, Medicina, Psiquiatría y Psicología, Física Médica, Astrofísica y Geociencias.

### Cursos de Alemán
El Programa de Alemán del Heidelberg Center para América Latina consta de tres tipos de cursos:
- Cursos de alemán, intensivos o regulares, dirigidos a los estudiantes de los programas de postgrado que tienen como objetivo preparar al estudiante para su estadía en Alemania.
- Para estudiantes de las universidades asociadas se dictan cursos de alemán en tres niveles: principiante, intermedio y avanzado, así como cursos de conversación complementarios a estos.
- Cursos de alemán especializado en las áreas del Derecho, Filosofía, Literatura y Comercial.

## Convenios, áreas de cooperación académica y proyectos de investigación
En 2006, la Universidad de Heidelberg firmó un amplio convenio de cooperación académica (Partnerschaftsvertrag) con la Universidad de Chile y con la Pontificia Universidad Católica de Chile. Este convenio busca profundizar la cooperación científica en los ámbitos de la investigación y la docencia, así como contribuir a la comprensión mutua de los intereses políticos, económicos, sociales y culturales. Un aspecto muy importante de estos acuerdos es el compromiso adquirido por las instituciones participantes, que considera la liberación de aranceles a los becarios de ambas casas de estudios.

## Galería de fotos

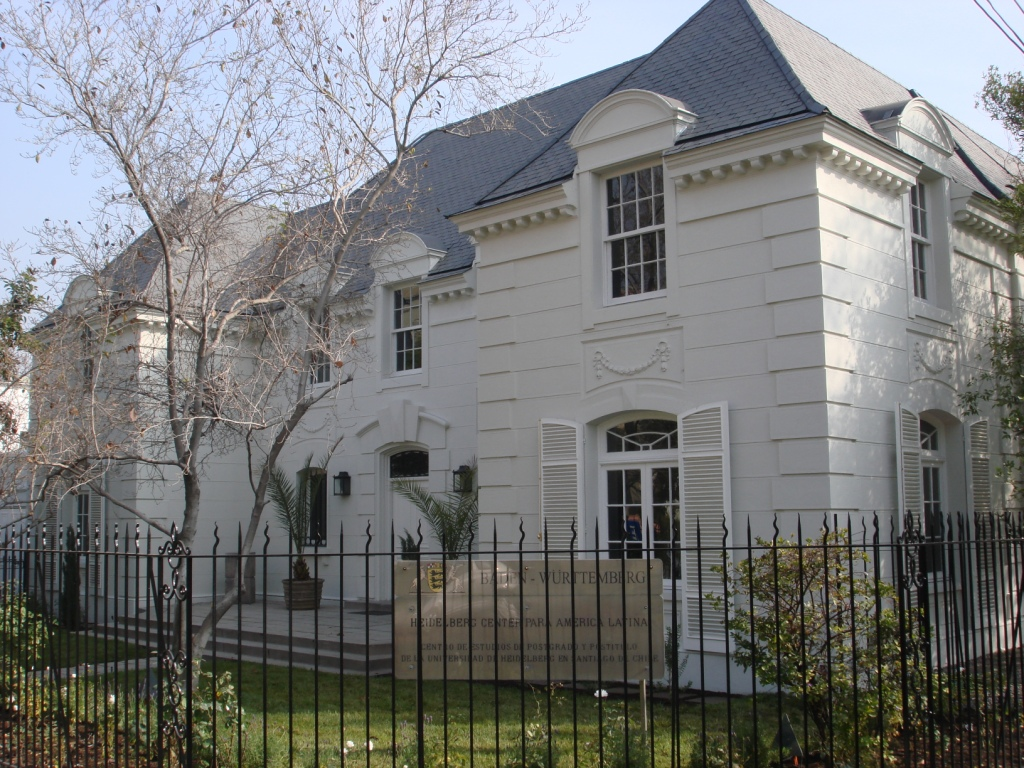
Heidelberg Center para América Latina en Santiago de Chile
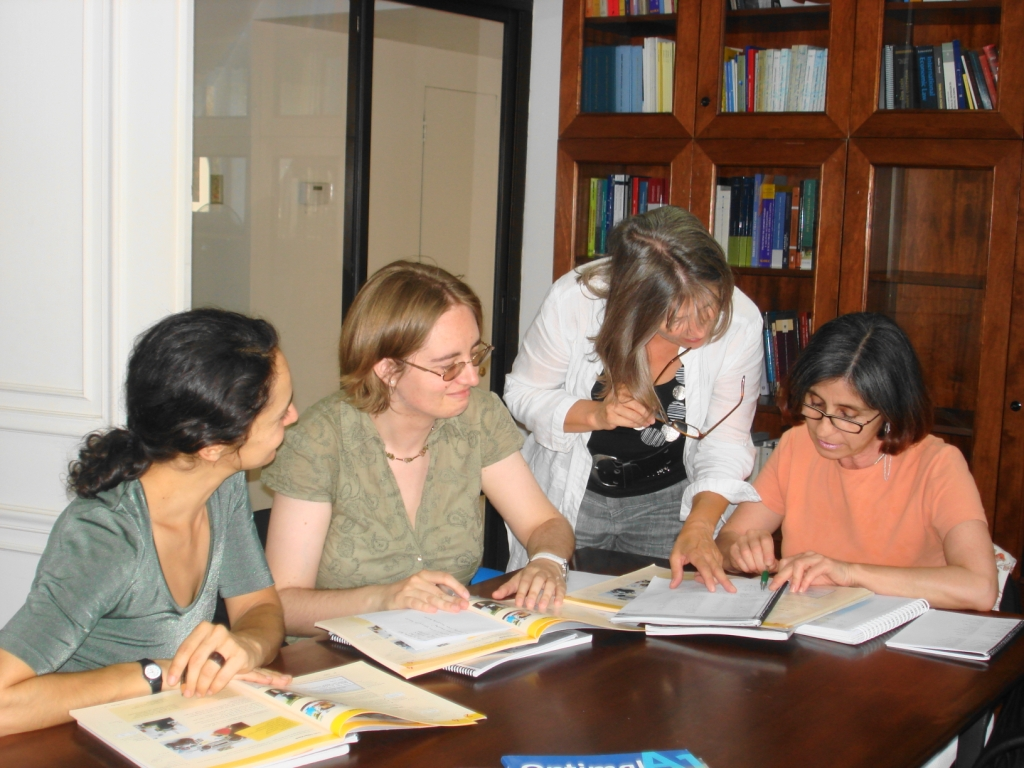
Estudiantes de Alemán
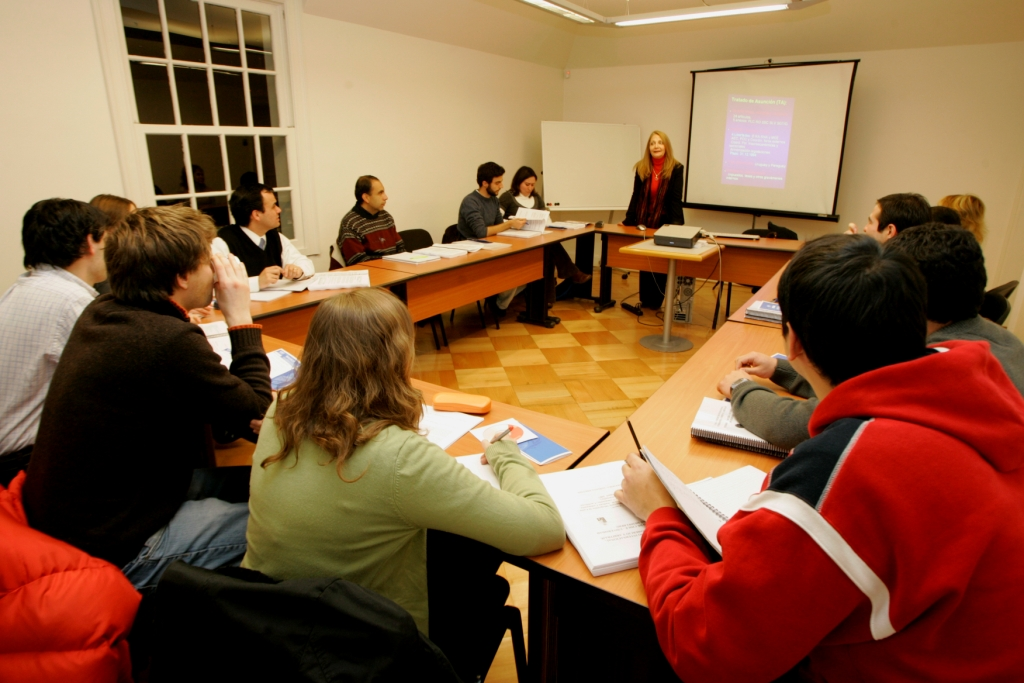
Clases
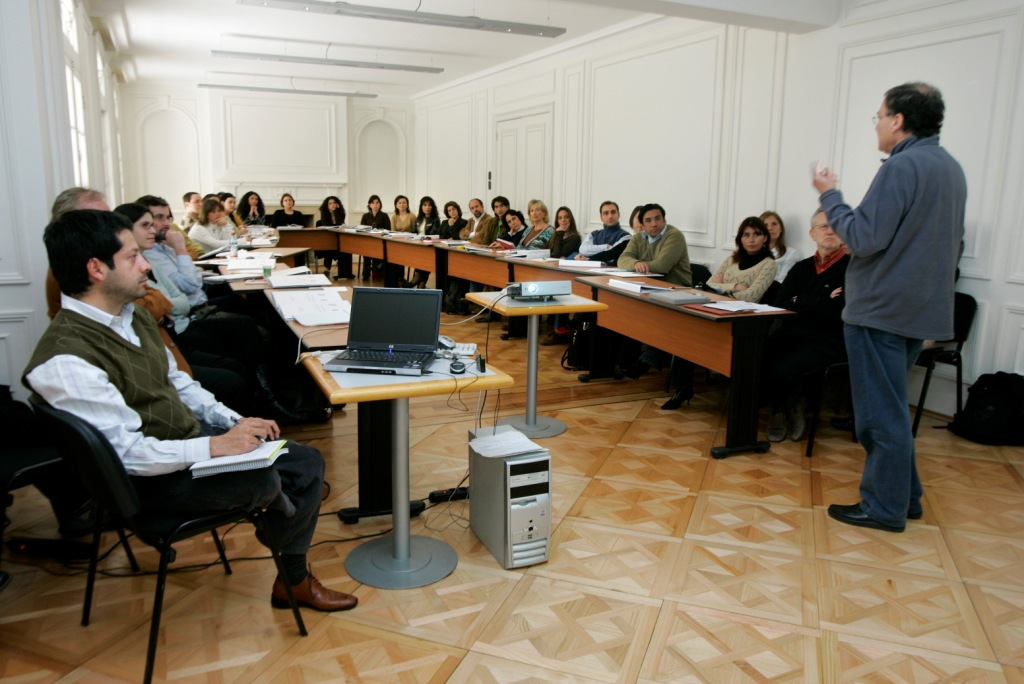
Clases
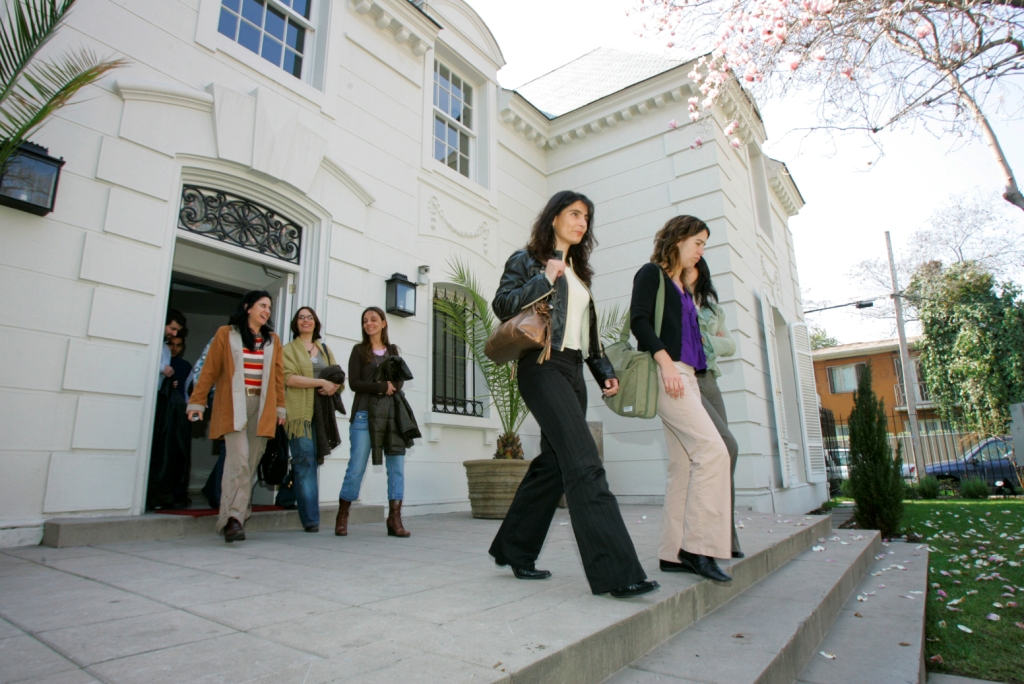
Estudiantes del Heidelberg Center